# Frades (Póvoa de Lanhoso)
Pour les articles homonymes, voir Frades.
Frades est une freguesia (paroisse civile) du Portugal, rattachée au concelho (municipalité) de Póvoa de Lanhoso et située dans le district de Braga et la région Nord.